# .bm
A .bm Bermuda internetes legfelső szintű tartomány kódja, melyet 1993-ban hoztak létre. A Bermuda College tartja karban.